# Mocidade da Praia
O Grêmio Recreativo e Escola de Samba Mocidade da Praia, tradicional agremiação sediada no bairro Praia do Canto em Vitória, foi fundado em 6 de junho de 1947 como uma “Batucada”. Suas cores são azul, vermelha e branca.

## História
A agremiação brilhou e por várias vezes foi campeã do concurso de batucadas e de escola de samba de Vitória. Ao longo dos anos 50 e 60, várias batucadas e blocos foram se transformando em escola de samba. Mas somente em 1972, depois de sagrar tricampeã no concurso de batucadas de 1969 e 1971, a Mocidade da Praia passa a desfilar como escola de samba. Um dos principais nomes ligados à história dessa agremiação é o do Mestre Antônio Flores, um dos principais músicos e incentivadores da cultura artística no Espírito Santo. Mestre Flores foi presidente da agremiação por 10 anos e um dos principais responsáveis pelos títulos como batucada e pela transformação da agremiação em escola de samba.
Estreando no concurso de escolas de samba em 1972, a Mocidade da Praia fica com o 4º lugar com o enredo “Glorificação do herói Domingos Martins”, resultado que se repetiu em 1973, quando saiu com o enredo “O mundo encantado de Otinho e Rosinha”. No ano seguinte, a escola desiste de desfilar por falta de recursos. Em 1975, a Mocidade da Praia fica em 5º lugar com o enredo “Festa da gratidão”. Nos anos seguintes, saiu com “Exaltação a São Benedito” (1976), com o qual obteve o 7º lugar, e “Tudo isso é Brasil” (1977), ficando em 8º. No ano seguinte, mais uma vez a escola deixa de desfilar. Em 1979, ficou em 9º lugar com o enredo “O mundo encantado da criança”.
A partir de 1980, começa uma nova fase para a Mocidade da Praia. A agremiação, habituada a ficar em colocações medanas desde que se tornou escola de samba, começa o obter resultados mais expressivos. Nesse ano, a escola fica em 6º lugar com o enredo “Zé Pereira”. Em 1981, A Mocidade da Praia conquista seu primeiro campeonato como escola de samba com o enredo “O mar, suas belezas e magias”, dividindo o título com a escola de samba São Torquato. Nos anos seguintes, saiu com os enredos “A criação do pecado, segundo Luz Del Fuego” (1982) e “O jogo da Vida” (1983), mas apesar de despontar como favorita, a escola obteve apenas a 5ª colocação em ambos.
Em 1984, a Mocidade da Praia realiza mais um grande desfile e conquista o 2º título com o enredo “Cacau, manjar dos deuses. De Montezuma a Nice”. Um dos compositores desse samba é o renomado Raul Sampaio, autor de várias canções de sucesso no Brasil, entre as quais "Meu Pequeno Cachoeiro". No ano seguinte, a escola fica em 4º lugar com “Deu bola na rede, dá samba no pé”, sendo esse o último desfile realizado na Av. Princesa Isabel, no Centro de Vitória. Em 1986, o desfile é transferido para a Reta da Penha, mas a escola não faz um bom desfile. Com o enredo “Algas marinhas, alimento do futuro”, a escola fica em 10º lugar e cai para Grupo 2. Em 1987, o desfile é transferido para um local especial construído para este fim, o Sambão do Povo. A Mocidade da Praia desfilou no Grupo 2 e ficaria com o vice-campeonato. Porém, a escola acabou sendo desclassificada por desrespeitar o regulamento, não conseguindo retornar para o Grupo 1. Em 1988, com o enredo “E agora, José?”, a Mocidade da Praia vence o Grupo 2 e finalmente conseguiu retornar ao grupo principal.
Em 1989, de volta ao Grupo 1, a escola fica em 8º lugar com o enredo “Tudo em cima, mistura da raça”, colocação repetida no ano seguinte, com o enredo “A ema gemeu no tronco do mulembá”. Em 1991, a escola fica em 10º lugar com o enredo “Meu grande Cachoeiro – coisas da terra”. Em 1992, o Grupo 1 foi dividido, deixando de ser o grupo principal, sendo criado o Grupo Especial com as sete primeiras colocadas do ano anterior. Como havia ficado em 10º no ano anterior, a escola permanece no Grupo 1 e desfila com o enredo “Festa profana”, ficando em 5º lugar. Em 1993, em protesto pela falta de apoio do poder público, as escolas decidem não realizar o desfile. O impasse acarretou numa paralisação de 5 anos nos desfiles das escolas de samba capixabas.
O desfile retornou em 1998, de forma não competitiva, na Av. Jerônimo Monteiro, Centro de Vitória, mas poucas escolas retornam. O desfile volta ao Sambão do Povo em 2002 com 12 escolas. Somente em 2017, 25 anos depois de seu último desfile, a Mocidade da Praia se movimenta para retornar aos desfiles. Junto com outras 4 agremiações, funda a Fecapes, Federação Capixaba das Escolas de Samba, que pretendia organizar em 2018 um desfile alternativo à Lieses, atual liga que comanda o desfile de Vitória. Porém, ficou decidido que as escolas Fecapes formariam o Grupo B, uma espécie terceira divisão. 
Os preparativos para o retorno, que se daria no carnaval 2018, começaram a todo vapor em meados de 2017, porém diversos contratempos refente a quem comandaria o carnaval, brigas judiciais, foram atrapalhando o andamento de todos escolas, inclusive a Mocidade. Onde datas e horários, antes programados, foram alteradas e a agremiação teve que desfilar em uma data alternativa (após o desfile do Grupo Especial – Sábado) , e por volta das 9hs da manhã, o que acarretou em um prejuízo técnico gigantesco. A Mocidade da Praia, desfilou utilizando uma releitura do enredo "Deu bola na rede, Deu samba no pé!", que rendeu para a escola o 4º lugar. Desfilou com aproximadamente 800 componentes e dois carros alegóricos. A campeã foi a Império de Fátima, que subiu para o Grupo A. 
Em 2019, a Lieses assume a organização do desfile da escolas de samba da Fecapes, agora oficialmente chamado de Grupo B. A Mocidade da Praia faz um grande desfile e é campeã deste grupo, ganhando o direito de ascender ao Grupo A para 2020. O enredo da escola foi “Reza a lenda, surge a noite. Tem sonhos e delírios no ar!”, desenvolvido pelo experiente carnavalesco Carlito Carlos, ex-Novo Império.
Em 2024, a agremiação conquistou o vice-campeonato. Após o carnaval, contratou o carnavalesco Robson Goulart, e a coreógrafa Márcia Cruz, dupla que fez passagens campeãs na Independente de Boa Vista visando o campeonato para 2025. 

## Segmentos

### Presidentes
| Nome             | Mandato | Ref.   |
| ---------------- | ------- | ------ |
| Luciano de Paula | ?-atual | [ 17 ] |

### Diretores
| Ano  | Diretor de Carnaval | Diretor de harmonia     | Mestre de bateria | Ref.   |
| ---- | ------------------- | ----------------------- | ----------------- | ------ |
| 2018 |                     |                         |                   | [ 17 ] |
| 2019 | Dimmy de Oliveira   | Ubiratan Sodré (Atinha) | Thuco             |        |
| 2025 |                     |                         | Mestre Brinquedo  |        |

### Coreógrafo
| Período   | Nome            | Ref.   |
| --------- | --------------- | ------ |
| 2018      | Bianca Emy      | [ 17 ] |
| 2019      | Elídio Rosa     | [ 14 ] |
| 2022-2023 | Lalau Martins   |        |
| 2024      | Giovana Gonzaga |        |
| 2025      | Márcia Cruz     |        |

### Casal de Mestre-sala e Porta-bandeira
| Período   | Nome                                 | Ref.   |
| --------- | ------------------------------------ | ------ |
| 2018      | Marcos e Fernanda                    | [ 17 ] |
| 2019      | Marcos e Fernanda                    | [ 14 ] |
| 2022      | Marcos Paulo e Gleice Simpatia       |        |
| 2023-2024 | Edgard e Grasielly                   |        |
| 2025      | Edgard dos Anjos e Katellyn Monteiro |        |

### Corte de bateria
| Período   | Rainha                | Madrinha     | Rei          | Ref. |
| --------- | --------------------- | ------------ | ------------ | ---- |
| 2018      | Luísa Furacão         | [ 17 ]       |              |      |
| 2019      | Adriana Bispo (Binha) |              |              |      |
| 2020      | Adriana Bispo (Binha) | Jhul Lemos   |              |      |
| 2021-2022 | Jhul Lemos            |              | Jorge Lisboa |      |
| 2023      | Tauane Ernesto        |              | Jorge Lisboa |      |
| 2024      | Juliany Thomaz        | Mônica Nunes | Jorge Lisboa |      |

## Carnavais
| Ano | Colocação | Grupo | Enredo | Carnavalesco | Intérprete | Ref.          |
| --- | --- | --- | --- | --- | --- | ------------- |
| 1981 | Campeã (junto com Independente de São Torquato)                                                                        | Grupo Especial | O mar, suas belezas e magias                                                                                           | | | [ 18 ] [ 19 ] |
| 1982 | 5º lugar | Grupo Especial | A criação do pecado segundo Luz del Fuego                                                                              | | | [ 20 ]        |
| 1984 | Campeã | Grupo Especial | Cacau, manjar dos deuses. De Montezuma a Nice                                                                          | | | [ 18 ] [ 19 ] |
| 1985 | 4º lugar | Grupo Especial | Deu bola na rede, Deu samba no pé!                                                                                     | | Xavier | [ 17 ]        |
| 1988 | Campeã | Acesso A | E agora, José? | | Zalém |               |
| 1989 | 8º lugar | Grupo Especial | “Tudo em cima, mistura da raça”                                                                                        | | Zalém |               |
| 1990 | 8º lugar | Grupo Especial | Mulembá | | Lauro |               |
| 1991 | 10º lugar | Grupo Especial | “Meu grande Cachoeiro – coisas da terra”                                                                               | | Nininho Alegria e Nêgo                                                                                                 |               |
| 1992 | 5º lugar | Acesso A | “Festa profana” | | |               |
| 2018 | 4º lugar | Acesso B | Deu bola na rede, Deu samba no pé! (Reedição de 1985)                                                                  | Comissão de Carnaval                                                                                                   | Fernando Brito | [ 17 ]        |
| 2019 | Campeã | Acesso B | Reza a lenda, surge a noite. Tem sonhos e delírios no ar!                                                              | Carlito Carlos | Tim/Lolo | [ 14 ]        |
| 2020 | 6º lugar | Acesso A | Um mundo azul tão distorcido no espelho meu, vou caminhando junto aos meus.                                            | Carlito Carlos | |               |
| Inicialmente adiados para o mês de julho, os desfiles do Carnaval 2021 foram cancelados devido a pandemia de Covid-19. | Inicialmente adiados para o mês de julho, os desfiles do Carnaval 2021 foram cancelados devido a pandemia de Covid-19. | Inicialmente adiados para o mês de julho, os desfiles do Carnaval 2021 foram cancelados devido a pandemia de Covid-19. | Inicialmente adiados para o mês de julho, os desfiles do Carnaval 2021 foram cancelados devido a pandemia de Covid-19. | Inicialmente adiados para o mês de julho, os desfiles do Carnaval 2021 foram cancelados devido a pandemia de Covid-19. | Inicialmente adiados para o mês de julho, os desfiles do Carnaval 2021 foram cancelados devido a pandemia de Covid-19. | [ 21 ]        |
| 2022 | 6º lugar | Acesso A | Solis: O alvorecer da humanidade                                                                                       | Carlitos Carlos | Tim Santos |               |
| 2023 | 3º lugar | Acesso A | Meu canto e seus encantos: o mar, batucadas e flores, a Mocidade e todos os amores...                                  | Carlitos Carlos | Tim Santos e Vlad Aks                                                                                                  |               |
| 2024 | Vice-campeã | Acesso A | Mangue - A Origem da Vida                                                                                              | | Guilherme Kauã |               |
| 2025 | 4º Lugar | Acesso A | Alex do Espírito Santo                                                                                                 | Robson Goulart | Guilherme Kauã |               |

## Títulos
| Títulos da Mocidade da Praia | Títulos da Mocidade da Praia | Títulos da Mocidade da Praia | Títulos da Mocidade da Praia | Títulos da Mocidade da Praia |
| ---------------------------- | ---------------------------- | ---------------------------- | ---------------------------- | ---------------------------- |
| Divisão                      | Divisão                      | Títulos                      | Carnavais                    | Referências                  |
|                              | Grupo Especial               | 2                            | 1981 e 1984                  |                              |
|                              | Segunda Divisão              | 1                            | 1988                         |                              |
|                              | Terceira Divisão             | 1                            | 2019                         |                              |